# Leuconitocris nigricornis
Leuconitocris nigricornis é uma espécie de escaravelho da família Cerambycidae.  Foi descrito por Olivier em 1795, originalmente sobe o género Necydalis.  É conhecida a sua existência na Tanzânia, África do Sul, a República Centroafricana, Moçambique, Uganda, Malawi, e Zâmbia.

## Subespécies
- Leuconitocris nigricornis mabokensis Breuning, 1981
- Leuconitocris nigricornis usambica (Kolbe, 1911)
- Leuconitocris nigricornis nigricornis (Olivier, 1795)